# 石川島工業高等学校
石川島工業高等学校（いしかわじまこうぎょうこうとうがっこう）とは、かつて東京都江東区豊洲二丁目にあった私立定時制工業高等学校。石川島播磨重工業（現IHI）に付設されていた。日本国内でも数少ない昼間定時制・4年制であった。
1928年に、同社の前身である石川島造船所が企業内学校として設立した石川島工業補習学校（いしかわじまこうぎょうほしゅうがっこう）が同校の前身で、土光敏夫が同校の理事長となって工業高校に昇格させたが、1977年に閉校した。廃校直前の1976年5月1日時点での生徒数は、37名（男子のみ）であった。

## 特色
同校は企業付設工業高校であり、生徒は石川島播磨重工業株式会社と雇用契約を結んだ「生徒従業員」であった。在学期間中は、「向学資金」・通学の交通費および学用品が会社から支給され、卒業後は全員が同社に採用されていた。

## 沿革
- 1928年4月 - 石川島造船所が、中央区佃島に見習工教育のために実業補習学校を設立。
- 1932年4月 - 石川島工業補習学校と改称。
- 1935年4月 - 青年学校令により私立石川島造船所青年学校と改称。
- 1941年5月 - 校舎を佃島から深川区豊洲に移転。
- 1945年3月 - 戦災により校舎の大半が焼失するが、授業を継続。敗戦時に事実上の廃校。
- 1946年4月 - 焼け残った施設を再建して、生徒募集・授業を再開。
- 1954年5月 - 青年学校令廃止、学校教育法第83条により、石川島高等工学校を開設。
- 1955年4月 - 学校法人として認可を受けて、学校教育法第1条により石川島工業高等学校（昼間定時制校）を発足。
- 1977年 - 49年の歴史をもって閉校。

## 教育目標・校訓
- 教育目標：教育基本法にのっとり、工業に従事する中堅技能者としての必要な知識技能を会得させ、教養と実践力のある人材を育成すること。

- 校訓：責任感
  1. 真理の追究（学習の態度）
  2. 進取の気象（技能習得の態度）
  3. 協力の精神（特別教育活動の態度）

## 所在地
- 東京都江東区豊洲2丁目5番（敷地面積は、1,223m2）
  - 跡地は、石川島播磨重工業の東京第一工場となった。さらにその跡地は2006年にアーバンドック ららぽーと豊洲となった。